# نشتلباخ بای گراتس
نشتلباخ بای گراتس (به آلمانی: Nestelbach bei Graz) یک منطقهٔ مسکونی در اتریش است که در گراتس اومگبونگ واقع شده‌است. نشتلباخ بای گراتس ۸٫۷۱ کیلومتر مربع مساحت دارد ۴۵۰ متر بالاتر از سطح دریا واقع شده‌است.